# Любомль
Лю́бомль (пол. Luboml, їд. לובומל) — місто  у північно-західній частині Волинській області у Ковельському районі України за 127 км на північний захід від Луцька (обласного центру), колишній райцентр Любомльського району, адміністративний центр Любомльської ОТГ. Площа міста 11,9 км², населення 10 тис. мешканців (2022).
Перша писемна згадка про Любомль знаходиться у «Літописі руськім» у рік 6795 [1287 за сучасним календарем]. Місто внесено до Списку історичних населених місць України, затвердженого постановою Кабінету Міністрів України від 26 липня 2001 р. № 878 [Архівовано 4 березня 2016 у Wayback Machine.].
Шлях від облцентру проходить автотрасою М19, яка збігається із єврошосе E85, і згодом переходить в автошлях М07. Через південну околицю міста проходить міжнародна автомагістраль E373 (збігається із М07) Варшава-Люблін-Ковель-Сарни-Коростень-Київ, а через середмістя (по вулиці Брестській і Володимирській) — автошлях Володимир—Берестя.

## Походження назви
Походження назви міста Любомля пов'язують із його засновником, князем Володимиром Васильковичем. За свідченням літопису, це було улюблене місто князя, яке він укріпив, розбудував і оживив. Любомль став однією з його резиденцій. Тут він перебував разом з князівською канцелярією, приймав послів, давав розпорядження, їздив на полювання в Любомльські пущі. В Любомлі князь укривався від татарського князя Ногая, у цьому місті він любив відпочивати, та так, що, за словами літописців, душа його раділа і в благості перебувала. В народі добра пам'ять залишилась про князя і народ багато вже століть передає легенду про те, що князь одного разу вигукнув тут слова «любо мені». Від цього й пішла назва Любомль — улюблене місто князя.

## Символіка міста
Символікою міста Любомля є герб та прапор. Герб затверджено рішенням Любомльської міської ради № 11/1 від 20 квітня 2000 року, його автором є краєзнавець з Любомля Дзей М. С. На гербі зображено Георгія Змієборця, повернутого вправо, на червоному полі. Зліва зверху розміщений білий хрест, як символ Волинської землі. Дзей М. С. автор і прапора міста. Прапор має вигляд прямокутного полотнища розділеного на три вертикальні смуги, бічні зеленого кольору, середня жовтого, на якій розміщено герб Любомля.

## Органи влади
Місцеві органи влади представлені Любомльською міською радою Любомльської міської громади Ковельського району Волинської області України.
Міський голова — Ющук Роман Васильович.

## Географія

### Розташування та рельєф
Місто Любомль розташоване в західній частині Ковельського району Волинської області на північному заході України. Площа міста 11,986 км². Воно знаходиться на відстані близько 17 км від кордону з Польщею і приблизно за 52 км від кордону з Білоруссю. Рельєф Любомля сформувався на Поліській низовині, висота над рівнем моря — 187 м. У місті представлені малородючі ґрунти. Любомль має дуже вигідне розташування. Через південну околицю міста проходить міжнародна автомагістраль E373 (збігається із М07) Варшава-Люблін-Ковель-Сарни-Коростень-Київ, а через середмістя (по вулиці Брестській і Володимирській) — автошлях Володимир—Брест. У цьому населеному пункті розміщена залізнична станція «Любомль», через місто проходить залізниця Київ-Варшава, гілка якої Варшава-Люблін-Ковель завершена у 1877, а Ковель-Сарни-Київ – у 1902 році.
| Сусідні села |         |       |
| Запілля      | Куснища | Бірки |
| Красноволя   | Любомль | Скиби |
| Коцюри       | Вишнів  | Машів |

### Фізико-географічне районування
Любомль розміщений на території фізико-географічного краю «Волинське Полісся» в мішанолісовій хвойно-широколистій фізико-географічній зоні, яку також називають Українським Поліссям чи Поліським краєм, і яка є вологою та помірно теплою.

### Клімат
Клімат Любомля помірно-континентальний, із м'якою зимою і теплим літом, затяжною весною та осінню. Середньорічна кількість опадів — 595—605 мм. У теплий період року випадає до 70 % опадів. Переважають західні вітри. Середня температура січня −4,4 °C, липня +18,6-18,8 °C. Спостереження за погодою веде метеостанція в селі Світязь Шацької селищної громади.

## Населення

Національний склад населення Любомля станом на 1929 рік

Станом на 1 січня 2011 року населення міста становило 10 129 осіб, густота населення — 845 осіб/км².
| Динаміка зміни чисельності населення Любомля | Динаміка зміни чисельності населення Любомля | Динаміка зміни чисельності населення Любомля | Динаміка зміни чисельності населення Любомля | Динаміка зміни чисельності населення Любомля | Динаміка зміни чисельності населення Любомля | Динаміка зміни чисельності населення Любомля | Динаміка зміни чисельності населення Любомля | Динаміка зміни чисельності населення Любомля | Динаміка зміни чисельності населення Любомля | Динаміка зміни чисельності населення Любомля | Динаміка зміни чисельності населення Любомля | Динаміка зміни чисельності населення Любомля | Динаміка зміни чисельності населення Любомля | Динаміка зміни чисельності населення Любомля | Динаміка зміни чисельності населення Любомля | Динаміка зміни чисельності населення Любомля | Динаміка зміни чисельності населення Любомля | Динаміка зміни чисельності населення Любомля | Динаміка зміни чисельності населення Любомля | Динаміка зміни чисельності населення Любомля | Динаміка зміни чисельності населення Любомля |       |       |
| Рік                                          | 1564                                         | 1798                                         | 1860                                         | 1896                                         | 1911                                         | 1921                                         | 1926                                         | 1931                                         | 1939                                         | 1959                                         | 1970                                         | 1979                                         | 1989                                         | 2001                                         | 2005                                         | 2006                                         | 2007                                         | 2008                                         | 2009                                         | 2010                                         | 2011                                         | 2017  | 2022  |
| -------------------------------------------- | -------------------------------------------- | -------------------------------------------- | -------------------------------------------- | -------------------------------------------- | -------------------------------------------- | -------------------------------------------- | -------------------------------------------- | -------------------------------------------- | -------------------------------------------- | -------------------------------------------- | -------------------------------------------- | -------------------------------------------- | -------------------------------------------- | -------------------------------------------- | -------------------------------------------- | -------------------------------------------- | -------------------------------------------- | -------------------------------------------- | -------------------------------------------- | -------------------------------------------- | -------------------------------------------- | ----- | ----- |
| Кількість                                    | 875                                          | 1718                                         | 2784                                         | 6969                                         | 4073                                         | 3328                                         | 3848                                         | 7246                                         | 8100                                         | 5639                                         | 6237                                         | 8265                                         | 10124                                        | 10395                                        | 10279                                        | 10208                                        | 10187                                        | 10164                                        | 10117                                        | 10114                                        | 10129                                        | 10474 | 10295 |
| Джерело                                      | [ 13 ]                                       | [ 14 ]                                       | [ 15 ]                                       | <—                                           | [ 16 ]                                       | [ 11 ]                                       | <—                                           | <—                                           | [ 17 ]                                       | <—                                           | <—                                           | <—                                           | <—                                           | <—                                           | <—                                           | [ 18 ]                                       | <—                                           | <—                                           | [ 12 ]                                       | <—                                           | <—                                           | <—    | <—    |

### Національний склад
Національний склад населення за даними перепису 2001 року:
| Національність  | Відсоток |
| --------------- | -------- |
| українці        | 97,71%   |
| росіяни         | 1,73%    |
| білоруси        | 0,26%    |
| інші/не вказали | 0,30%    |

### Мовний склад
Розподіл населення за рідною мовою за даними перепису 2001 року:
| Мова            | Кількість | Відсоток |
| --------------- | --------- | -------- |
| українська      | 10070     | 98.05%   |
| російська       | 177       | 1.72%    |
| білоруська      | 11        | 0.11%    |
| вірменська      | 5         | 0.05%    |
| румунська       | 2         | 0.02%    |
| польська        | 2         | 0.02%    |
| болгарська      | 1         | 0.01%    |
| інші/не вказали | 2         | 0.02%    |
| Усього          | 10270     | 100%     |

### Дані останнього перепису
Згідно з даними останнього Всеукраїнського перепису населення (2001 рік) населення Любомля становило 10,4 тис. осіб; порівняно з даними перепису 1989 року (10,1 тис. осіб) воно збільшилось на 2,7 %.
У національному складі населення міста переважна більшість українців, чисельність інших національностей порівняно з чисельністю українців невелика.
Щодо мовного складу населення, то більшість населення міста за даними Всеукраїнського перепису населення 2001 року вважали рідною українську мову.

## Історія
Згідно з висновками, зробленими на підставі знахідок археологічних розкопок, городище на місці Любомля виникло близько чотирьох тисяч років тому. Вся площа городища займала близько чотирьох гектарів. Попри те, що в наш час[коли?] городище повністю розоране, контури його валів і ровів прослідковуються майже повністю.

Перша писемна згадка про місто належить 1287 року. Цим роком в Іпатіївському літописі датуються такі слова волинського князя Володимира Васильковича: 
|  | Хотів би я доїхати до Любомля, бо досадила мені погань ся, а я чоловік єсмь недужий. |

1288 року в улюбленому Любомлі помер князь Володимир Василькович. За його князювання місто стало відомим ремісничим центром. В 1280-х роках (у 1264? році) князем була побудована мурована церква св. Георгія, яка стоїть й понині. Василькович був великим книжником. На той час в місті була одна з найбільших бібліотек богослужбових книг. Слід відзначити, що одна із частин Галицько-Волинського літопису писалась саме в Любомлі.
У зв'язку з поглибленням процесу феодального дроблення і тяжкими наслідками татаро-монгольської навали, Галицько-Волинське князівство наприкінці ХІІІ на початку XIV століття занепадає. Воно стає предметом тривалої і запеклої боротьби між Польщею і Литвою, У результаті чого галицьку землю захоплюють польські феодали, а Волинь разом з Любомлем у 1340 році — литовські. Після Люблінської унії 1569 року місто загарбала шляхетська Польща.
1392 року в Любомлі перебував польський король Владислав II Ягайло. Місто йому так сподобалось, що на згадку у 1412 році він побудував костел Святої Трійці, який зберігся до наших днів. Близько 1431 р. (зразу після смерті князя Федора Ольгердовича місто увійшло до складу Польського королівства.

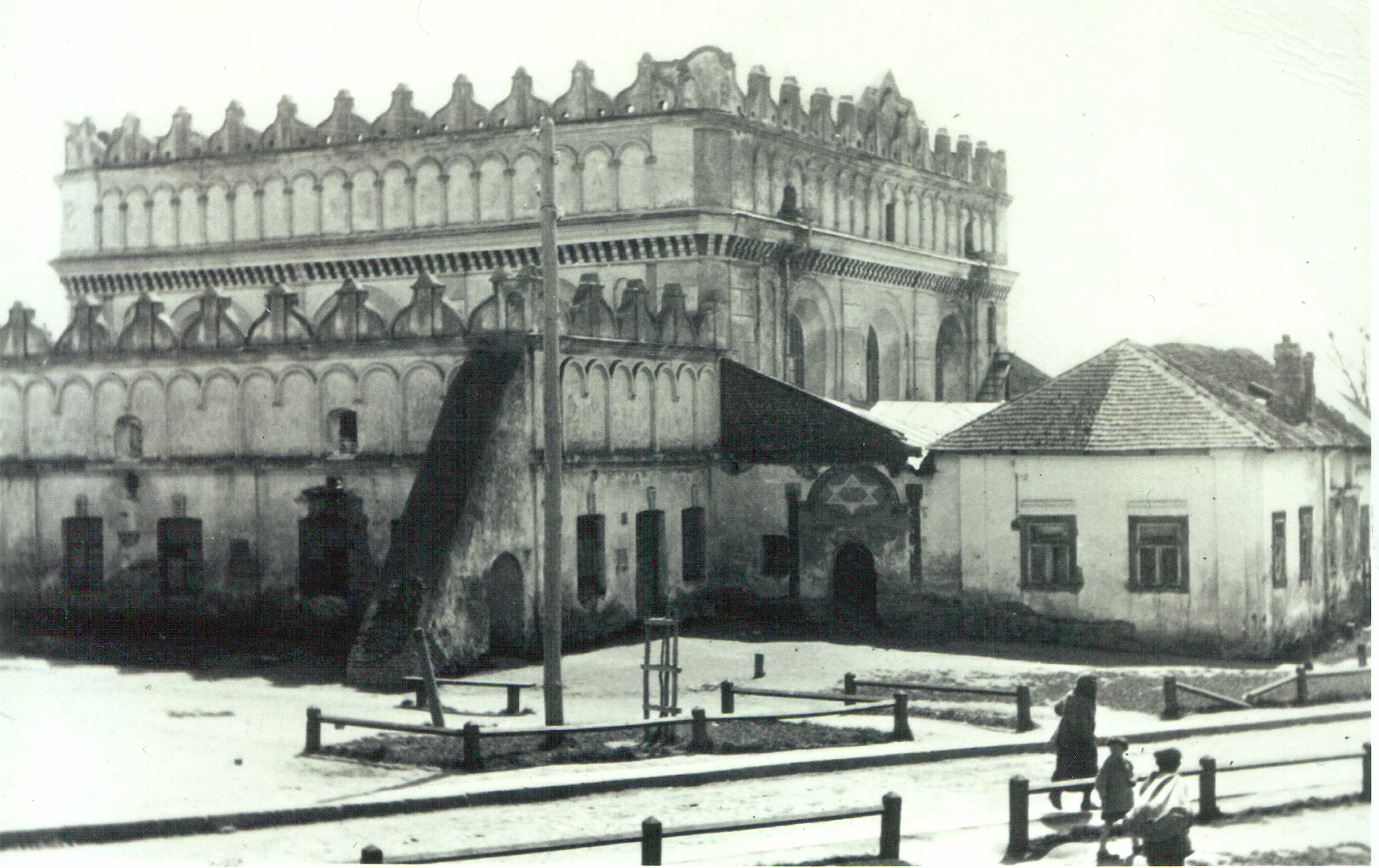
Любомльська синагога, зруйнована у 1947 році

1510 року в місті була збудована велична синагога. Єврейська громада в Любомлі була чисельною і вважалась однією з найстаріших в Україні. У 70-х роках відзначалось 600-ліття Любомльської єврейської громади і випущено об'ємну книгу про Любомль.
1541 року місто отримало Магдебурзьке право, проте воно було тут обмежене, магнати, що хазяйнували в місті, мало зважали на його жителів.
У 1569 році Любомль, котрий був власністю короля Сигізмунда ІІ Августа, відданий, як частина посагу, його доньці. Після Люблінської унії в 1569 році Любомль, як і все Любомльське староство не був включений в новоутворене Волинське воєводство, а увійшов до складу Хомської землі.
Мешканці міста брали активну участь у визвольній війні українського народу в 1648—1657 рр. проти шляхетського гноблення. Проте після визвольної війни Любомль залишився під владою Польщі. В 1659 р. місто разом зі староством дістав у володіння гетьман України Іван Виговський.
До історії міста також причетний Павло Тетеря, котрий у 1660 р. займав у ньому посаду адміністратора. У 1671 р. за рішенням польського сейму Любомльське староство було передане Міхалові Корибуту Вишневецькому, великому коронному гетьману Польщі, як компенсація за збитки, яких він зазнав у визвольній війні.
Князь Єжи Домінік Любомирський 1698 року у Виговських відкупив Бар та Любомль.
Міщани зазнавали національного і релігійного гніту, платили полякам величезні податки. Утисків зазнавала й православна віра. У 1729 р. в місті трапилась жахлива пожежа, яка розпочалась в єврейській частині. Після пожежі вціліли тільки кам'яні будівлі.

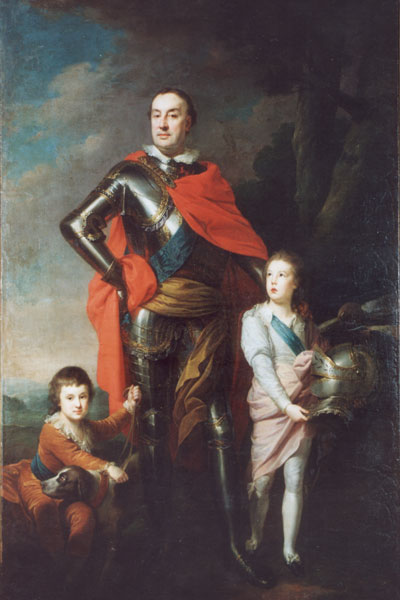
Засновник Любомльського палацу Францішек Ксаверій Браницький (1730—1819) з дітьми

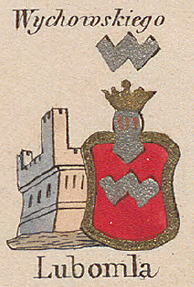
Любомль на мапі Зигмунда Герстмана

1768 року Любомль стає володінням великого польського магната, гетьмана Польщі, графа Францішека Ксаверія Браницького як подарунок за врятоване на сеймовому засіданні 1762 року життя майбутнього короля Польщі Станіслава Августа Понятовського. У 1782 році граф Браницький будує в місті величезний палац, але, на жаль, на сьогоднішній день збереглася лише його частина. Браницькі нещадно експлуатували міщан[джерело?], збирали податки в чотири рази більші передбачених. Окрім того, поводились з людьми як з кріпаками, котрі не мали власних імен і жили під відповідними номерами. Бургомістри Любомля організували бунт і подали скаргу до намісника царя в Варшаві, великого князя Костянтина Павловича. Рішенням суду волю міщанам було повернуто.
Стрімко розвиваються події після третього поділу Польщі. В результаті затяжних військових дій, котрі розпочались саме з Любомля, в 1795 році Західна Волинь, і Любомль в тому числі, окупувала Росія. Це мало для міста велике прогресивне значення. Населення визволилось від польсько-шляхетського панування і возз'єдналось з Україною. Любомль став волосним центром Володимир-Волинського повіту Волинської губернії.
Під час Франко-російської війни 1812 року в Любомлі проходила північна лінія дислокації військ третьої російської армії генерала О. П. Тормасова, тут же протягом певного часу розміщувався і його штаб. Після закінчення війни Любомль понад чверть століття залишався власністю графа Браницького, якому належали пивоварний, цегельний, шкіряний заводи, трактир та з десяток корчем.
Матеріальне, соціальне становища трудящих мас майже не змінилося. Царизм поширив на польську шляхту привілеї російського дворянства, визнав її право на всі земельні володіння. Наприкінці 30-х років XIX століття на 78 дворів припадало лише 266 десятин орної землі, у той час як за православними церквами Любомля було закріплено понад 225 десятин.
У 1849 році царський уряд конфіскував володіння Браницьких. Після скасування кріпосницького права у 1861 році, в кінці XIX — на початку XX століття в Любомлі відбувається прискорений розвиток промисловості і торгівлі. У 1874 році тут було прокладено залізничну колію (Ковель—Мацеїв—Любомль) і побудовано станцію. В цей же час окрім пивоварного заводу, чотирьох шкіряних підприємств та млина запрацювали три потужні млини, лісопильний та винокурний заводи.
З розвитком капіталізму Любомль став значним торговельним центром Західної Волині. Розвиток промисловості і торгівлі зумовив швидке зростання населення міста: в 1860 році мешкало 2 784 осіб, в 1896 році 6 969.
З осені 1914 року по серпень 1920 р. місто перебувало під владою окупаційних військ — російських, німецьких, австро-угорських, польських. Економіка занепала, значна частина населення емігрувала в східні райони, населення міста зменшилось удвічі.
Після Ризького мирного договору 1921 року Любомль опинився під владою Польщі.
Розпорядженням міністра внутрішніх справ 28 лютого 1934 р. територія міста розширена шляхом вилучення сіл Любомль і Завалля, частини земель маєтку Любомль і землі міщан Любомля з сільської ґміни Любомль Любомльського повіту і включенням їх до міста.
20 вересня 1939 року місто зайняли німці, але вже 24 вересня увійшли радянські війська і Любомль відійшов до УРСР у складі СРСР.
Нацистський геноцид 1941-42 рр. знищив єврейську громаду в Любомлі, було вбито майже всіх євреїв.
Любомль — Моє серце пам'ятає — американська документальна стрічка Айлін Дуглас і Рона Штейна випущена в 2003 році. Інтерв'ю, архівні фотографії та відеоматеріали фільму реконструює життя в Любомлі, одному з п'яти тисяч єврейських містечок Європи, які були знищені в результаті голокосту. Фільм, досліджує життя центрально європейського єврейства, яке тепер назавжди втрачено.
Любомль до 2020 року — районний центр Любомльського району Волинської області. З 2020 року після ліквідації Любомльського району місто належить до Ковельського району Волинської області. Збудована в радянський період адміністративна будівля  райкому Комуністичної партії, у якій нині розташовуються Любомльська міська рада  — типовий проект, аналогічний до будівлі в Бучачі.
Місто внесено до Списку історичних населених місць України, затвердженого постановою Кабінету Міністрів України від 26 липня 2001 р. № 878 [Архівовано 4 березня 2016 у Wayback Machine.].

## Пам'ятки міста

### Пам'ятки архітектури та містобудування

#### Пам'ятки архітектури та містобудування національного значення
- Церква святого Георгія (вул. Незалежності, 12) — найстаріший храм міста (збудований у 1280-тих роках);
- Костел Святої Трійці (вул. Самохіна, 16) — за переказами, що рано ввійшли у письмові джерела, коли 1392 року загони короля Владислава II Ягайла повертались з походу, їх біля Любомля перестріло татарське військо. Начебто король дав обітницю, що у разі перемоги над ворогом, зведе костел. Взявши гору, король стримав слово — спорудження готичного костелу було розпочато 1412 року. Протягом своєї тривалої історії він правив і за культову споруду, і не раз за фортецю, величезну кількість разів зазнавав перебудов, тому у сучасному зовнішньому вигляді відчутні різні архітектурні стилі (наприклад, виразно бароковий декор). До Другої Світової війни в храмі зберігалась чудотворна ікона Матері Божої Любомльської (зараз у Польщі, а в любомльському костелі — її точна копія);
- Рештки палацу Браницьких, зокрема південний флігель (вул. 1-го Травня, 1) — зведення будівлі сягає 2-ї половини XVIII століття, тепер у вцілілому флігелі розташована дитяча спортивна школа;

#### Пам'ятки архітектури та містобудування місцевого значення
- Дерев'яна церква Різдва Пресвятої Богородиці, побудована в 1884 році. У 1961 році закрита, а в 1990 році відреставрована місцевими прихожанами;
- Забудова центральної площі (колишня площа Ринок) — кінець 18 — початок 20 століття;

### Пам'ятки археології
- Городище «Замчище» — пам'ятка археології національного значення. На його території міститься замкова гірка, насипана в 14 столітті на місці дитинця літописного Любомля 13 століття. Замок, перша документальна згадка про який датується 1392 роком, виконував свої функції до кінця 18 століття. Тоді він був розібраний по вказівці графа Францішка Ксаверія Браницького. У 1970-х роках на верхньому майданчику гірки було відкрито Меморіал Слави. Місцеві жителі називають пагорб «Фосія», від латинського слова «fossa», що перекладається як рів.
- Городище в урочищі «Шопи»

### Пам'ятки історії
- Будинок, у якому в 1920 р. знаходився Любомльський районний ревком (вул. Незалежності, 45) — нині у ньому розташовується Любомльський об'єднаний районний військовий комісаріат
- Меморіальний комплекс на честь радянських воїнів, партизан та підпільників (Меморіал Слави) — знаходиться на верхньому майданчику замкової гірки — городища «Замчище»
- Могила Антонова Ф. П., комісара 219-го Домашівського полку 25-ї Чапаєвської дивізії
- Будинок, де народилась і провела дитячі роки народна артистка СРСР Н.Ужвій — зруйнований у 2015 році
- Могила братська жертв фашизму — могила та пам'ятник на місці розстрілу євреїв, знаходиться на північно-східній околиці Любомля
- Палац Браницьких

### Пам'ятка монументального мистецтва
- Пам'ятник Богданові Хмельницькому (ріг вулиць Поштової та Вокзальної) — споруджений у 1954 році, кілька разів змінювали місце його розташування.

## Культура

Любомльський краєзнавчий музей (міститься на 3 поверсі мерії)

Здавна Любомль є одним із культурних осередків Волинської області. Кожного року в місті традиційно відбуваються особливі святкування державних, релігійних та міських свят.
На Другий день Святої Трійці в Любомлі відзначають День міста. Зазвичай в центрі містечка проводиться святковий концерт, проходить день відкритих дверей в Любомльському краєзнавчому музеї, організовуються виставки робіт гуртківців Районного Будинку Школяра та Станції юних техніків, а також виробів учнів Любомльського професійного ліцею, конкурси, козацькі забави, розіграш лотереї, караоке та інші розважальні заходи. Учасники свята можуть поласувати солодощами, розважитися на каруселях та атракціонах. Також кілька років підряд виставку приватної колекції «Любомль на фотографії початку ХХ століття» землякам представляє місцевий краєзнавець Микола Дзей.
З 1994 року в місті проводиться традиційне фольклорне свято «З Різдвом Христовим!», у якому беруть участь фольклорні колективи району. Зазвичай фолькорне дійство відбувається в Районному будинку культури.
6 травня, у день святого Юрія, який вважається покровителем міста, у Любомлі на одній із центральних площ міста щорічно відбувається районне фольклорне свято народної творчості «Юріївські наспіви».
Також з 1996 року в Любомльському РБК проводиться конкурс юних виконавців української народної та сучасної пісні «Зірки над Бугом», під час якого юні аматори сцени демонструють свої вміння. У 1996-2010 роках в ньому взяли участь близько півтисячі дітей, для багатьох з них він дав путівку у життя. Переможці «Зірок над Бугом» неодноразово здобували призи на обласних конкурсах.
Щорічно в Любомлі відбувається Районний огляд-конкурс духових оркестрів на приз ім. І. М. Теплякова, який був організатором першого колективу духової музики в райцентрі наприкінці 60-х років минулого століття. Цей єдиний в області огляд-конкурс духових оркестрів започаткували понад 20 років тому тодішній керівник району Володимир Склянчук, який невтомно ініціював створення сільських духових колективів, дбав про придбання інструментів, та тодішній начальник відділу культури В'ячеслав Климович, який був серед перших активних музикантів-духовиків, і до 2010 року включно очолював журі конкурсу.
Також в місті завжди[коли?] існують розважальні програми під час святкування Нового року, у Дні Перемоги та Незалежності України, інші державні свята.[джерело?]

### Заклади культури
У місті працює Любомльський краєзнавчий музей (вул. Незалежності, 33) — зібрання матеріалів з історії міста та краю, від часів Русі та Галицько-Волинського князівства до сьогодення. Директором закладу є Олександр Дмитрович Остапюк, син засновника музею — вчителя історії і невтомного краєзнавця Дмитра Олександровича Остапюка.
Одним із хранителів одвічного народного мистецтва є колектив Районного будинку культури (вул. Незалежності, 68).
Також у Любомлі працює Центральна районна бібліотека (вул. Червоної Армії, 2).
Вишуковують та навчають юних талантів музичної грамоти, володіти музичними інструментами, розуміти класичну музику працівники Дитячої музичної школи (вул. Чапаєва, 5), яка створена в 1963 році. Зараз її очолює Богачевська Лариса Андріївна.

## Медицина
Лікарів у 19 столітті на Любомльщині як таких не було. Були лікарі тільки в палаці Браницьких до 1849 року, поки володіння Браницьких на Любомльщині не конфіскували. У 1825 році в Любомлі була збудована аптека.
На початку 20 століття в Любомлі діяла земська лікарня на 10 ліжкомісць, де був лікар і фельдшер. У місті також працювали приватний місцевий фельдшер Мартин Оліферович та зубний лікар. В основному, місцеві жителі лікували свої хвороби народним методом, але була й аптека, де можна було придбати ліки.
Згідно з розпорядженням Волинської губернської управи у 1905 році було утворено 2-гу любомльську лікарську дільницю, де мало працювати два фельдшера. У 1914 році в Любомлі працювали 3 лікарі. Під час Першої світової війни у 1915 році любомльська лікарня була спалена австрійцями.
На початку 1920-тих років у Любомльському повіті склалася складна ситуація з санітарним станом, пов'язана з тривалою війною та розрухою. У звіті Любомльського староства за період із 15 грудня 1920 року по 15 січня 1921 року зазначалося: «Санітарний стан нижче критики. Лікарні в повіті немає. Аптек немає. Є три аптечних склади, але керує ними нефахівець…». Коли у 1921 році на Волині вже діяло 10 лікарень на 450 місць та 30 амбулаторій, на території Любомльщини не було жодного лікувального закладу. Згодом в Любомльському повіті розпочалася розбудова охорони здоров'я. Повіт було поділено на 3 лікарські райони з центрами в Любомлі, Шацьку та Опалині. У місті Любомлі повітовий відділ організував й утримував повітовий осередок здоров'я та протитуберкульозну амбулаторію. Повітовий осередок здоров'я став важливим елементом охорони здоров'я повіту, який обслуговував мешканців гмін Бережці, Головно, Гуща та Згорани. Головною його ланкою стала лікарня.
Спеціальним рішенням під час одного із своїх засідань рада міської гміни міста Любомля 28 вересня 1928 року «ухвалила на честь десятої річниці незалежності Польщі приступити спільно із повітовим сеймиком і магістратом до будівництва лікарні в Любомлі». Під будівництво магістрат виділив певну територію, а витрати на будівництво гмінна рада розподілила між гмінами Любомльського повіту залежно від доходів тої чи іншої гміни. З огляду на крайню потребу лікарні, гмінні ради повіту на своїх засіданнях прийняли відповідні рішення щодо надання коштів для її будівництва. Було також створено спеціальну будівельну комісію для організації і проведення будівництва, куди увійшли представники всіх гмін повіту.
На середину 1930-х років у Любомльському повіті діяло дві лікарні на 30 ліжок: у місті Любомлі, де працювали один лікар, один акушер, дві медсестри, три технічних працівники та три господарських працівники, та в селі Шацьк Шацької гміни. Практично протягом усього міжвоєнного періоду охорона здоров'я на Любомльщині була в неналежному стані. Бракувало лікарняних установ та лікарів у них. Населення повіту залишалось незахищеним навіть перед хворобами, з якими вже велася ефективна боротьба в цивілізованих країнах.

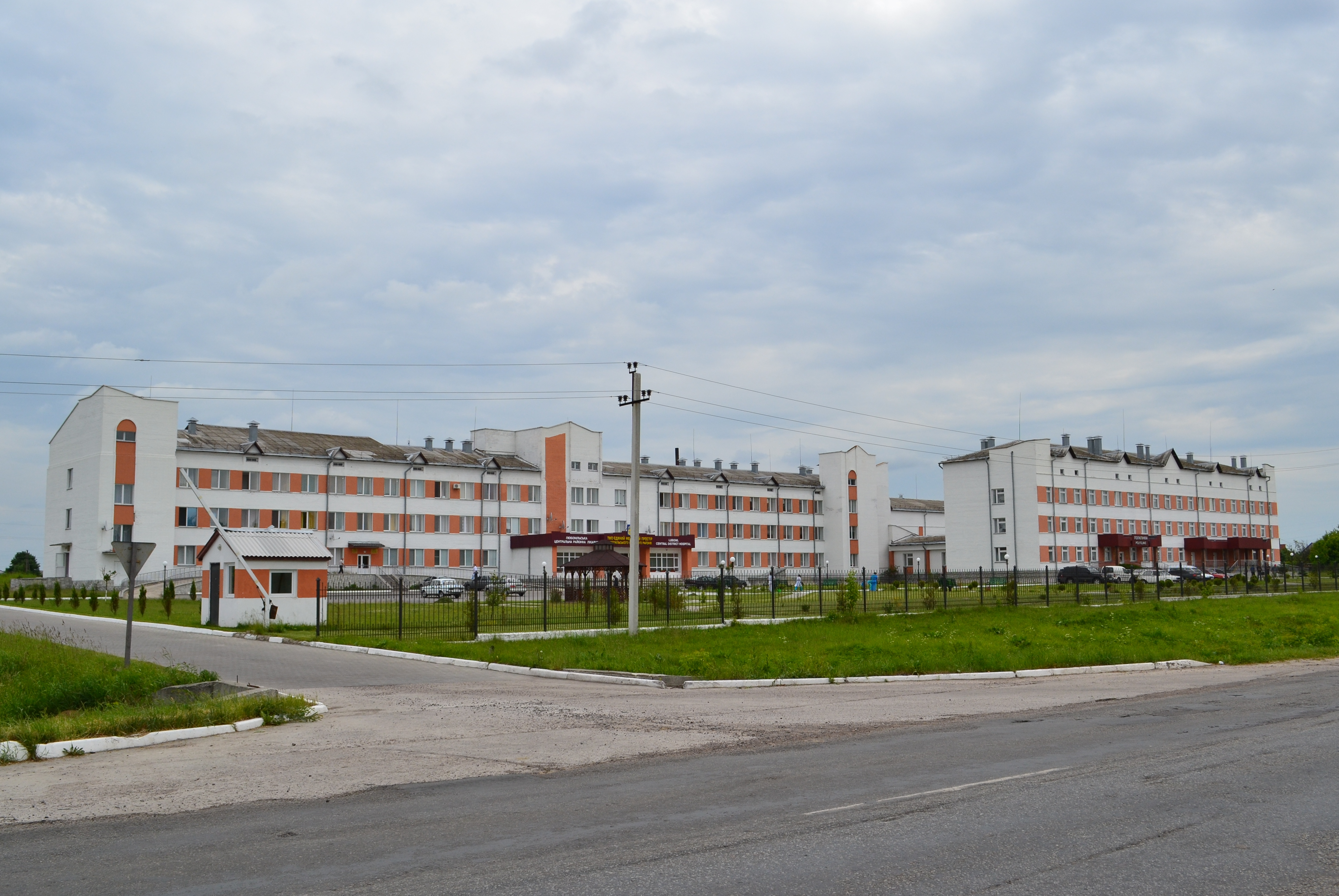
Любомльська центральна районна лікарня. Червень 2012 року

Після встановлення радянської влади в 1939 році охорона здоров'я набула певної тенденції розвитку. Першим завідувачем райздороввідділу тоді призначили фельдшера Оліферовича І. У. В Любомлі відкрили лікарню з інфекційним відділенням на 50 ліжок. У війну система охорони здоров'я була згорнута, а після визволення району від німецько-фашистських загарбників вона відновила свою роботу. Зокрема, у місті поновила роботу районна лікарня на 50 ліжок.
З 1947 року районна лікарня знаходилася по вулиці Леніна (нині Незалежності). На той час вона мала терапевтичне, пологове та інфекційне відділення, яке до 1947 року знаходилося в селі Римачі. 1948 року першим головним лікарем Любомльської районної лікарні призначили Уразгільдєєву Розу Абдурахманівну. Вона відкрила в лікарні операційний блок і почала проводити операції. Тоді, окрім неї, тут працювали ще 3 лікарі.
1953 року в Любомлі відкрили протитуберкульозний диспансер на 25 ліжок, а на початку 1960-тих років його перемістили в Головне. У 1956 році районна лікарня розмістилася в зручному та просторому приміщенні, де до цього розташовувався прикордонний загін. 1960 року в Любомлі з'явилась центральна районна лікарня на 200 ліжок, при якій працювала аптека закритого типу. У 1976 році кількість ліжок в любомльській лікарні була доведена до 300.
З середини 1970-тих до середини 1980-тих років всі дільничні лікарні, окрім Гущанської, Шацької і Головнянської, були реорганізовані в лікарські амбулаторії, за рахунок чого кількість ліжок в центральній районній лікарні збільшилась до 600. В ній почали функціонувати такі нові відділення, як неврологічне, гінекологічне, травматологічне, офтальмологічне та лор-відділення.
З 1977 по 1989 рік головним лікарем районної лікарні працював Шидловський Микола Іванович, який проявив себе високопрофесійним спеціалістом, умілим керівником та організатором. Саме він задумав побудувати в Любомлі нову, сучасну райлікарню. З 1982 року почали розробляти документацію, а в 1986 році заклали перші блоки фундаменту.
Вже 1987 року розпочалося спорудження нової центральної райлікарні. Пізніше у зв'язку з розпадом СРСР та проблемами становлення молодої держави темпи будівництва лікарні значно знизилися, а у 1994 році воно взагалі зупинилось. У 1999-2003 роках діяв благодійний фонд «Цеглинка», кошти якого використовувались для відновлення будівництва лікарні. За ці роки було залучено 3,5 мільйона гривень, вдалося добудувати третій поверх стаціонару, звести харчоблок, дах, після чого об'єкт було знову законсервовано. Реальне фінансування відновилося в травні 2006 року. Вже наприкінці року в експлуатацію було введено поліклініку на 360 відвідувань, ще через рік — стаціонарний лікарняний корпус. 2010 року введено в експлуатацію ще один корпус, у якому розміщені терапевтичне та педіатричне відділення.

## Освіта
Сучасна дошкільна освіта міста представлена двома дитячими садками. Також в Любомлі діє професійний ліцей і три загальноосвітні школи:
- ЗОШ І-ІІІ ступенів № 1 (Любомльська районна гімназія імені Наталії Ужвій);
- ЗОШ І-ІІІ ступенів № 2;
- ЗОШ І-ІІІ ступенів № 3.

Позашкільні навчальні заклади міста:
- Будинок Школяра;
- Станція юних техніків (з філією Малої академії наук);
- Дитяча музична школа;
- Дитячо-юнацька спортивна школа;
- Автошкола для водіїв (ДОСААФ).

## Спорт

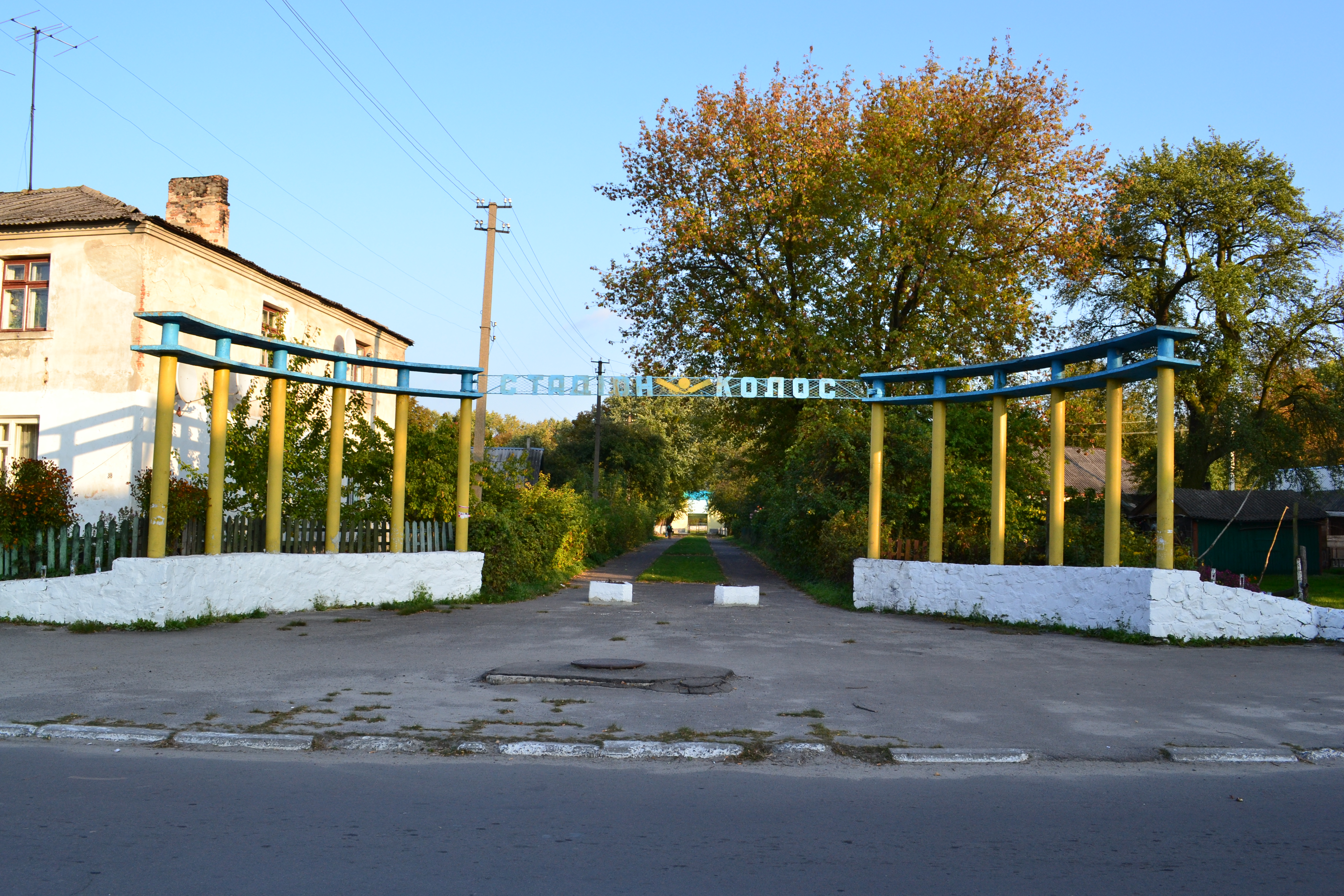
Вхідна арка на початку алеї, котра веде до стадіону «Колос». Жовтень 2011 року

В Любомлі існує стадіон «Колос», споруджений ще в 1960-тих роках, на якому грає любомльський футбольний клуб «Рубіж»; тут також проходять інші спортивні заходи. Щорічно проходить кубок та чемпіонат району з футболу, любомльський «Рубіж» бере участь в Першості Волині з футболу. Головний тренер «Рубежа» — Коц Микола Іванович.
Також в місті діє Дитячо-юнацька спортивна школа, яка заснована в серпні 1967 року. Вона розташовується в пам'ятці архітектури національного значення — палаці Браницьких (вул. 1 Травня, 1). Особливою гордістю ДЮСШ є відділення дзюдо, адже саме з цього виду спорту вона має найкращі здобутки.
З 2004 року спортивний клуб «Іппон» в травні щорічно проводить юнацький турнір з дзюдо «Кубок Любомля», у якому беруть участь юні спортсмени з усієї Волинської області, а в 2011 році в турнірі також брали участь представники міста Брест (Білорусь).
У 2011 році тодішнім головою Любомльської райдержадміністрації Дзядуком Олександром Григоровичем було організовано районний турнір з футболу «Кубок голови райдержадміністрації», який планують зробити щорічним. В ньому взяли участь всі без винятку команди місцевих рад, молодь району стала більше приділяти уваги спорту.
З 1980 по 1988 рік в Любомлі проживав і навчався до 6 класу в Любомльській ЗОШ І-ІІІ ступенів № 2 Чупринін Кирило Сергійович, нині — заслужений майстер спорту України, дворазовий чемпіон (срібний та бронзовий призер) командних чемпіонатів світу, чемпіон Європи та бронзовий призер чемпіонату світу в індивідуальному заліку, чемпіон світу з «Богатирських ігор» та багаторазовий рекордсмен світ з різновиду богатирського багатоборства — «Ігри горців». Наразі він проживає в місті Вишневе Київської області.

## Релігія

### Релігійні організації
В релігійному плані Любомль відрізняється різноманітністю: в місті зареєстровано і православні (УПЦ  і ПЦУ), і римо-католицька, і греко-католицька, і протестантські релігійні громади.
Домінуючими релігійними конфесієями в місті у плані кількості громад є УПЦ (3 релігійні громади) та УПЦ КП (2 громади), але кількість прихожан релігійних громад УПЦ  більша. В грудні 2010 року в Любомлі була зареєстрована релігійна громада Успіння Пресвятої Богородиці Української греко-католицької церкви. Таким чином в Любомлі станом на кінець 2010 року було 11 релігійних громад:
| №, п/п | Конфесія                                             | Кількість релігійних громад |
| 1      | Українська православна Церква (УПЦ)                  | 3                           |
| 2      | Українська православна церква — Київський патріархат | 2                           |
| 3      | Римо-Католицька Церква                               | 1                           |
| 4      | Українська греко-католицька церква                   | 1                           |
| 5      | ЄХБ                                                  | 1                           |
| 6      | ХВЄ-П                                                | 1                           |
| 7      | АСД                                                  | 1                           |
| 8      | Свідки Єгови                                         | 1                           |
| 9      | Божа церква                                          | 1                           |

### Культові споруди Любомля

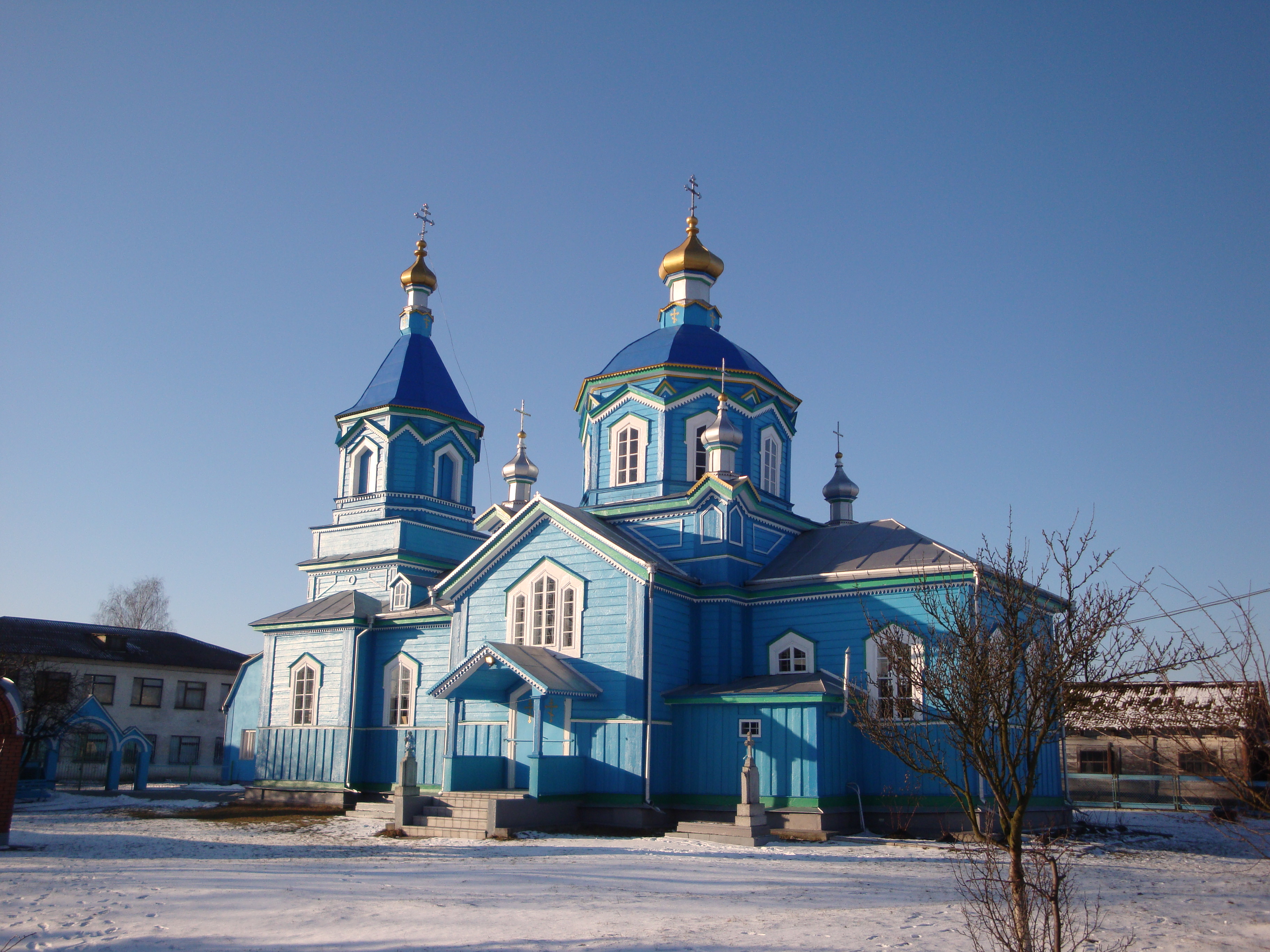
Церква Різдва Пресвятої Богородиці

У Любомлі з давніх часів збереглося три культові споруди, згадані вище в розділі «Визначні пам'ятки міста», які, передусім, окрім того, що пам'ятки архітектури та містобудування, є релігійними спорудами, центрами духовності на Любомльській землі; це:
- Православна церква Святого Георгія (УПЦ МП);
- Православна церква Різдва Пресвятої Богородиці (УПЦ МП);
- Римо-католицький костел Святої Трійці (РКЦ).

Вже за часів незалежної України в Любомлі споруджено ще чотири храми:
- православну церкву Архистратига Михаїла (ПЦУ);
- православну церкву Святої Трійці[44] (ПЦУ);
- православну церкву святого Пантелеймона[45] (УПЦ МП);
- Греко-католицьку каплицю Успіння Пресвятої Богородиці[46] (УГКЦ).

Крім того, у місті споруджено декілька протестантських молитовних будинків.

## Транспорт

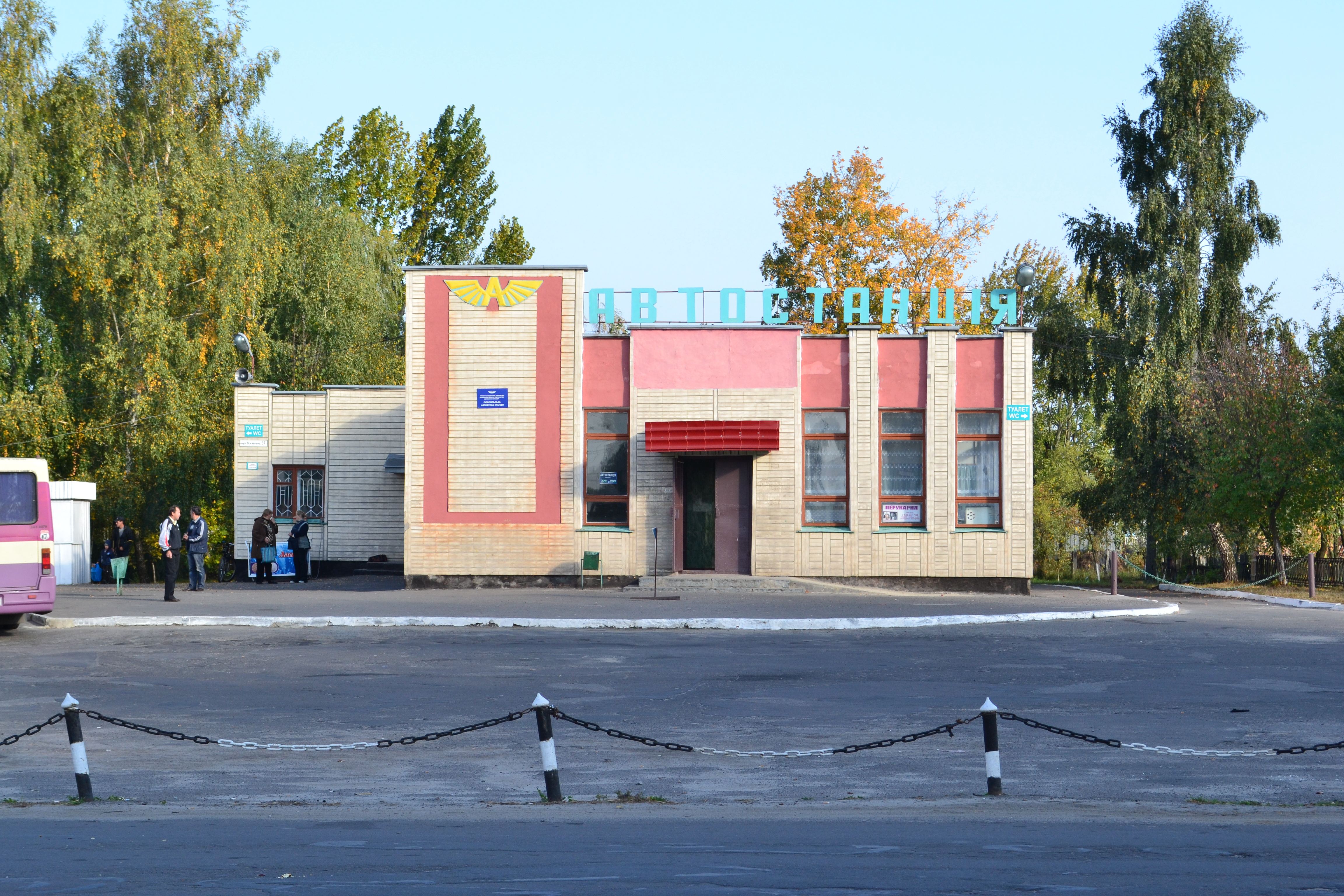
Автостанція в Любомлі

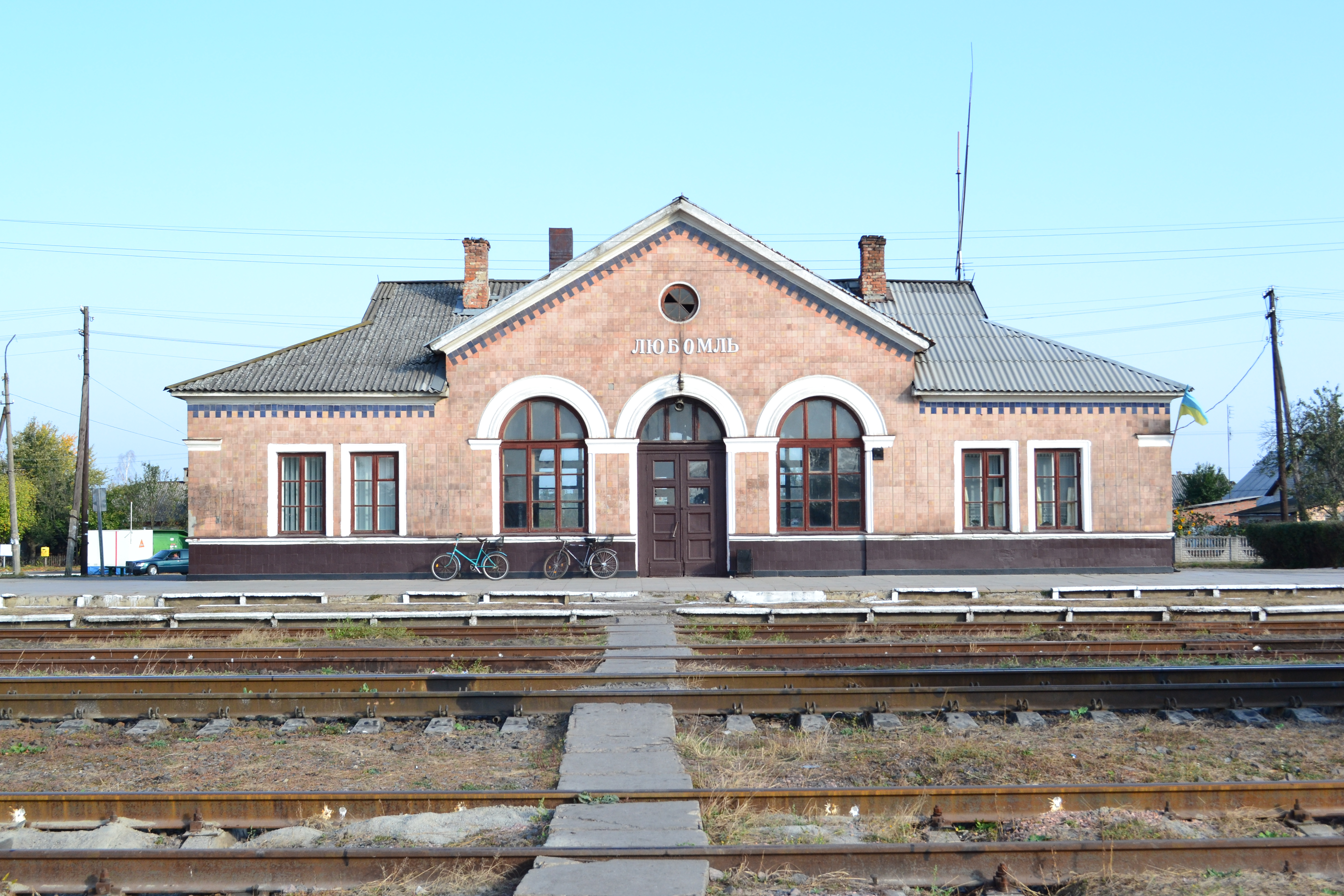
Залізничний вокзал міста

Любомль має досить вигідне розташування. Через південну околицю міста проходить міжнародна автомагістраль E373 (збігається із М07) Варшава-Люблін-Ковель-Сарни-Коростень-Київ, а через середмістя (по вулиці Брестській і Володимирській) — автошлях Володимир—Берестя (інша назва — Піща—Гранівка Т 0302). Шлях від облцентру Луцька проходить автотрасою М19, яка збігається із єврошосе E85, і згодом переходить в автошлях М07.
У місті працює автостанція, через яку автобусами та маршрутними таксі здійснюються перевезення Любомльською міською громадою, Ковельським районом, Волинською областю та Україною.
У даному населеному пункті розміщена залізнична станція «Любомль», через місто проходить залізниця Київ-Варшава, гілка якої Варшава-Люблін-Ковель завершена у 1877, а Ковель-Сарни-Київ — у 1902 році.

## Пошта, зв'язок, банківська сфера, ЗМІ

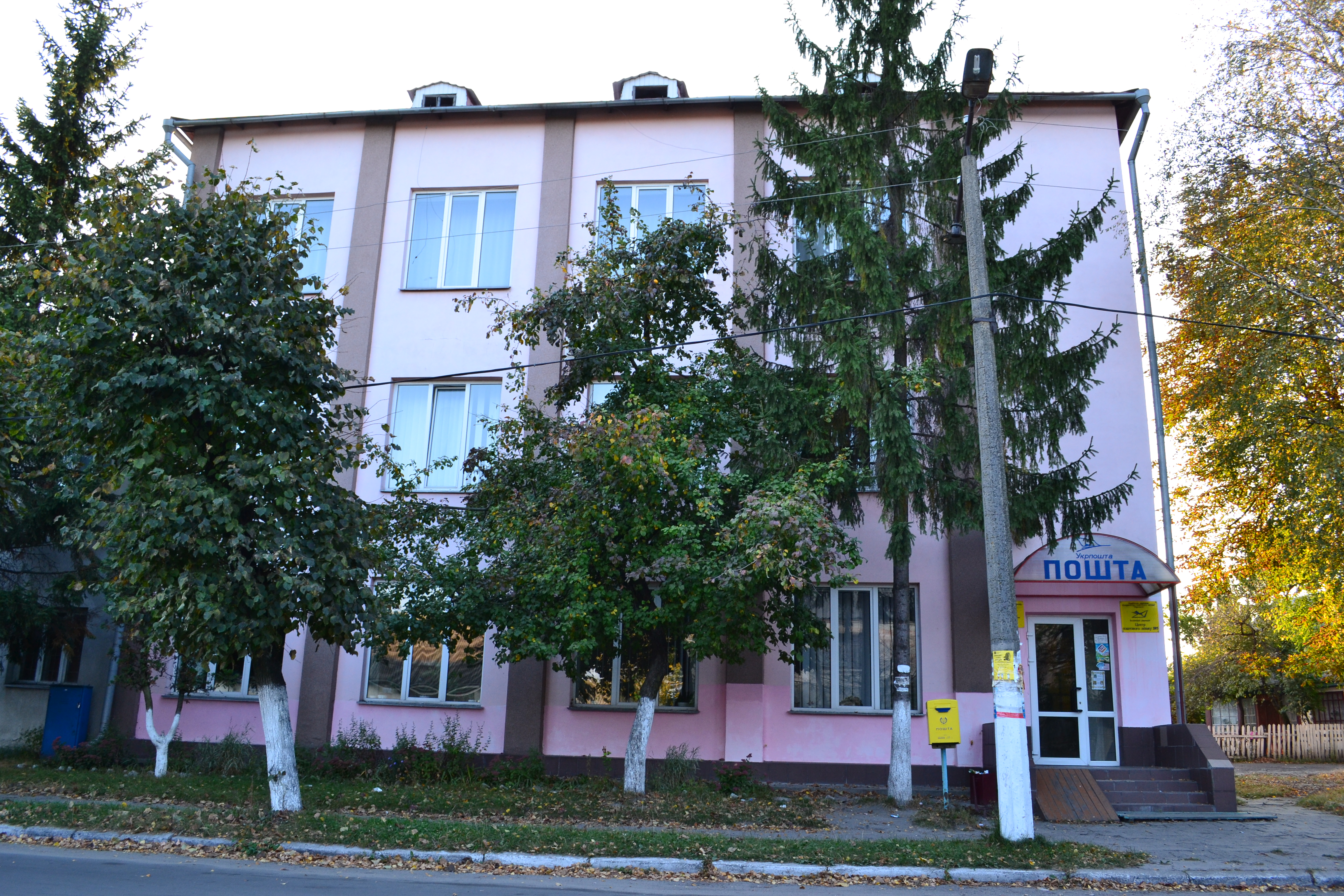
Віділлення УДППЗ «Укрпошта» в Любомлі

Нині головним оператором надання населенню поштових послуг у місті є філія національного оператора підприємства УДППЗ «Укрпошта». Працює відділення «Нової пошти».
Основний та єдиний оператор фіксованого зв'язку — ВАТ «Укртелеком». В Любомлі п'ятизначні номери. Код міста +380-3377.
Послуги стільникового зв'язку тут надають такі оператори, як Київстар, МТС та life:).
Доступ до Інтернету забезпечують провайдери «Укртелеком» та «Інтертелеком».
Банківська сфера міста представлена 2 філіями та відділеннями:
- АТ «Державний ощадний банк України»,
- АТ КБ «Приватбанк».

Друковані ЗМІ даного населеного пункту представлені Любомльською громадсько-політичною газетою «Наше життя», яка видається з 22 жовтня 1939 року. У 1939-1962 роках районна газета називалась «Новий шлях», а з 1 червня 1962 року — «Радянське життя». Із здобуттям Україною незалежності виходить під назвою «Наше життя». Газета виходить двічі на тиждень: у четвер і суботу. Головний редактор — Сергій Боярчук.

## Пам'ятники

Пам'ятник Б. Хмельницькому

У місті встановлено такі пам'ятники, меморіали та меморіальні дошки:
- меморіальний комплекс на честь радянських воїнів, партизан і підпільників, які загинули під час Другої світової війни;
- пам'ятник Богданові Хмельницькому;
- пам'ятник Матері й Дитині (інша назва — Щасливе Материнство);
- пам'ятна стела загиблим воїнам-інтернаціоналістам;
- пам'ятний знак загиблим працівникам міліції;
- пам'ятник-погруддя засновнику Любомля князю Володимиру Васильковичу;
- меморіальний комплекс «Борцям за волю України»;
- пам'ятний знак з нагоди 2000-ліття Різдва Христового;
- три меморіальні дошки видатній акторці театру і кіно, народній артистці Наталії Ужвій.

## Відомі люди

### Уродженці Любомля

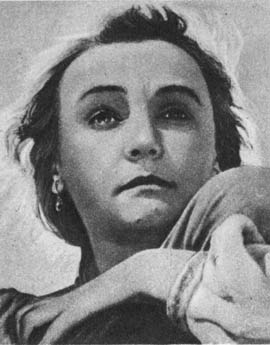
Ужвій Наталія Михайлівна

- Балагура Олександр Миколайович — український та італійський кінодокументаліст, член Національної спілки кінематографістів України.
- Бохон Микола Федорович — військовий радянський лікар, професор.
- Братунь Ростислав Андрійович — український поет, громадський і державний діяч.
- Букатевич Микола Петрович — живописець.
- Букатевич Назарій Іванович — український етнограф, історик, мовознавець, кандидат філологічних наук (1943), професор (1960).
- Котович Іван Іванович — український поет.
- Лойко Григорій Григорович — український актор.
- Петрук Сергій Григорович (1967—2015) — капітан, Луцький прикордонний загін, учасник російсько-української війни 2014—2017[51]
- Пікульський Святослав Михайлович — український співак (тенор), Народний артист України, професор Київського національного університету культури і мистецтв.
- Любомльчик Северин — домініканський агіограф і полеміст.
- Мохнюк Василь Юстимович — посол польського Сейму в 1922—1927 роках.
- Трофимович Володимир Васильович (* 1948) — доктор історичних наук, професор. Заслужений працівник освіти України.
- Ужвій Наталія Михайлівна — визначна драматична і кіноакторка різноманітного плану.
- Федчишин Анатолій Миколайович (1981—2014) — вояк Добровольчого Українського Корпусу, загинув під Іловайськом.
- Черкашина Лариса Євгеніївна — українська радянська письменниця.
- Шинкарук Андрій Володимирович (1991—2020) — лейтенант Збройних сил України, загинув під час російсько-української війни.
- Штанський Микола Миколайович — старший сержант, Збройні сили України, учасник російсько-української війни 2014—2017.

### Пов'язані з Любомлем

#### Власники міста
З містом пов'язані високопоставлені особи, які в різні часи були його власниками і бували в Любомлі:
- Князь Володимир Василькович
- Король Владислав ІІ Ягайло
- Гетьман Іван Виговський
- Гетьман Павло Тетеря
- Гетьман Міхал Корибут Вишневецький
- Граф Францішек Ксаверій Браницький

#### Мешканці Любомля
Відомі особи, які мешкали в Любомлі:
- Маслов Леонід Миколайович
- Остапюк Дмитро Олександрович
- Чупринін Кирило Сергійович

#### Гості міста
- Леся Українка — українська письменниця, перекладач, культурний діяч. У 1892 році 2 тижні відпочивала в селі Бережці, за цей час записала в сусідніх селах і Любомлі десятки народних пісень[36].
- Луценко Юрій Віталійович — український політик і державний діяч. Відвідав Любомль 20 вересня 2007 року[52].
- Павленко Юрій Олексійович — український державний діяч, політик, Уповноважений Президента України з прав дитини. Перебував у місті 11 листопада 2013 року[53].

### Любомльські старости
- Станіслав Мацєйовський — охмістр Барбари Радзивілл[54]
- Станіслав Сіцінський — обозний, чоловік N. Журавінської[55]

## Цікаві факти, пов'язані з містом
- Зведення найдавнішого храму Любомля — Георгієвської церкви — відноситься до XIII століття — часу панування татар на Русі, пам'яток якого майже не лишилось на території сучасної України;
- Костел Святої Трійці, споруджений у Любомлі польським королем Ягайлом у 1412 році, є найдавнішою римо-католицькою культовою спорудою на Волині;
- Любомльська синагога, збудована у 1510 році, була однією з найдавніших єврейських споруд в Україні. І залишалася б такою, якби не войовничий підхід до релігії в СРСР, за часів якого, у 1947 році, й було зруйновано цю прекрасну споруду у стилі польського ренесансу;
- Місто стало першим у світі, що 1918 року випустило власні поштові марки — на 5 різнокольорових марках були зображені міські пам'ятки — площа Ринок і любомльські храми. Марки були випущені під час австро-угорської окупації (Див. Любомльська серія поштових марок (1918)).
- Вдруге місцеві любомльські марки були випущені у 1944 році — під час німецької окупації — і через малий наклад нині є дуже рідкісними (Див. Любомльська серія поштових марок (1944)).

- У 1997 році введений в обіг художній поштовий конверт, присвячений любомльській Георгійській церкві. На конверті зображено церкву святого Георгія та є текст: «Георгіївська церква XIII ст. м. Любомль» Номінал марки Д. Художник Прокоф'єв Є. М. Конверт надруковано на ДП «Поліграфічний комбінат „Україна“ по виготовленню цінних паперів»[56].
- 4 червня 2012 року було введено в обіг художній поштовий конверт з оригінальною маркою: «725 років від часу першої писемної згадки. М. Любомль» (КОМ 245, ОМК 240). На конверті зображено костел Святої Трійці та є текст: «725 років від часу першої писемної згадки. М. Любомль», мікротекст: «УКРАЇНА UKRAINA». На марці зображено герб міста Любомль, текст — «УКРАЇНА UKRAINA 2012». Номінал марки 2,00 грн. Художниця Юліка Правдохіна. Тираж 500 тисяч примірників. Конверт надруковано на ДП «Поліграфічний комбінат „Україна“ по виготовленню цінних паперів». Спецпогашення «Перший день» відбувалося 4 червня під час святкування 725-річчя міста на центральній площі Любомля[57].

## Галерея

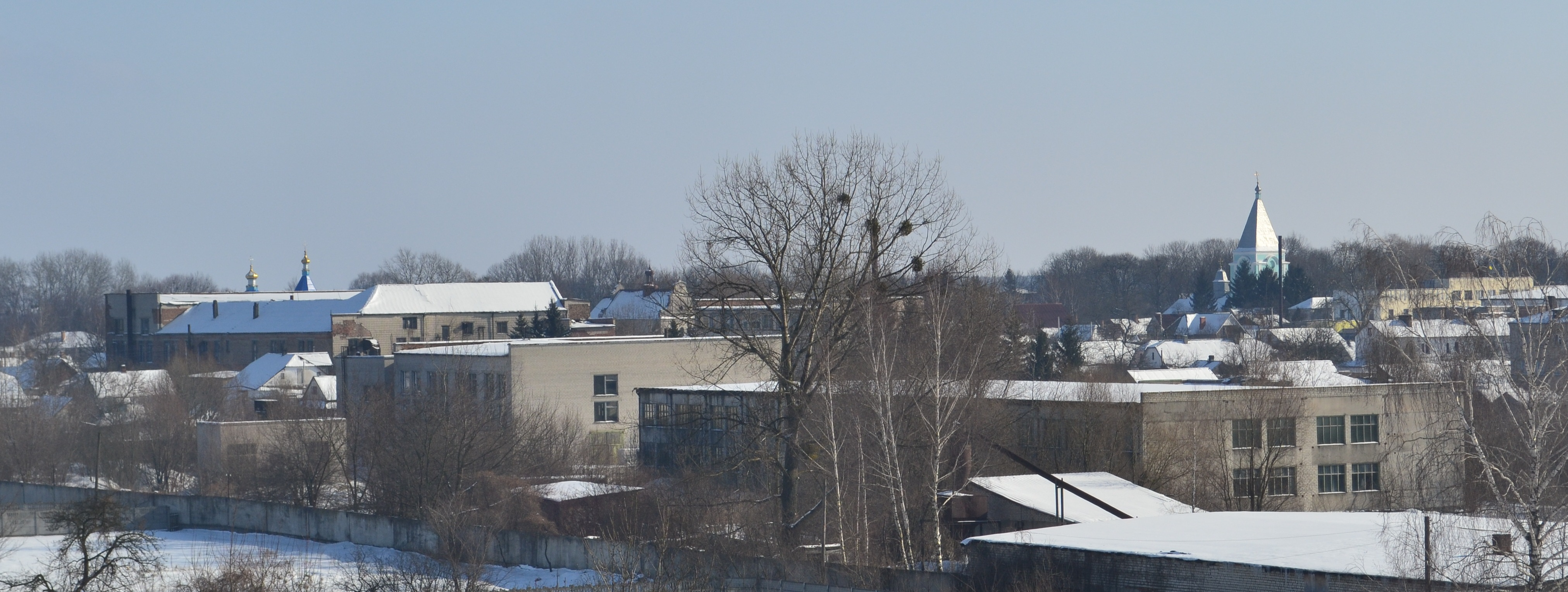
Панорама центру Любомля. На задньому плані — Церква Різдва Пресвятої Богородиці, Костел Святої Трійці, Церква святого Георгія (зліва направо)

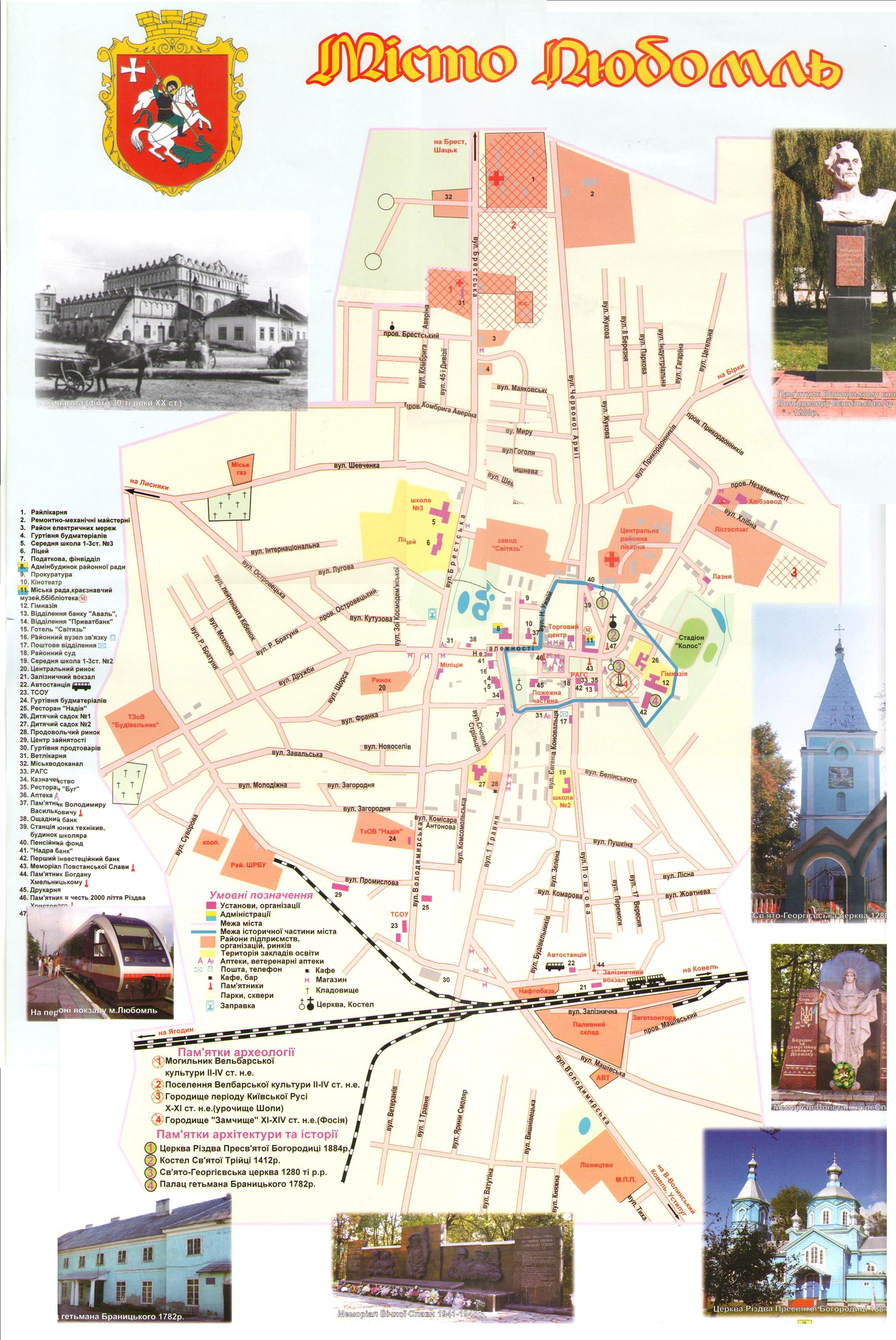
Карта міста

Будівля Любомльського краєзнавчого музею, бібліотеки та інших установ
Церква святого Михайла
Меморіальний комплекс «Борцям за волю України»
Меморіальний комплекс на честь радянських воїнів, партизан і підпільників, які загинули під час Другої світової війни
Хрест із нагоди 2000-ліття Різдва Христового
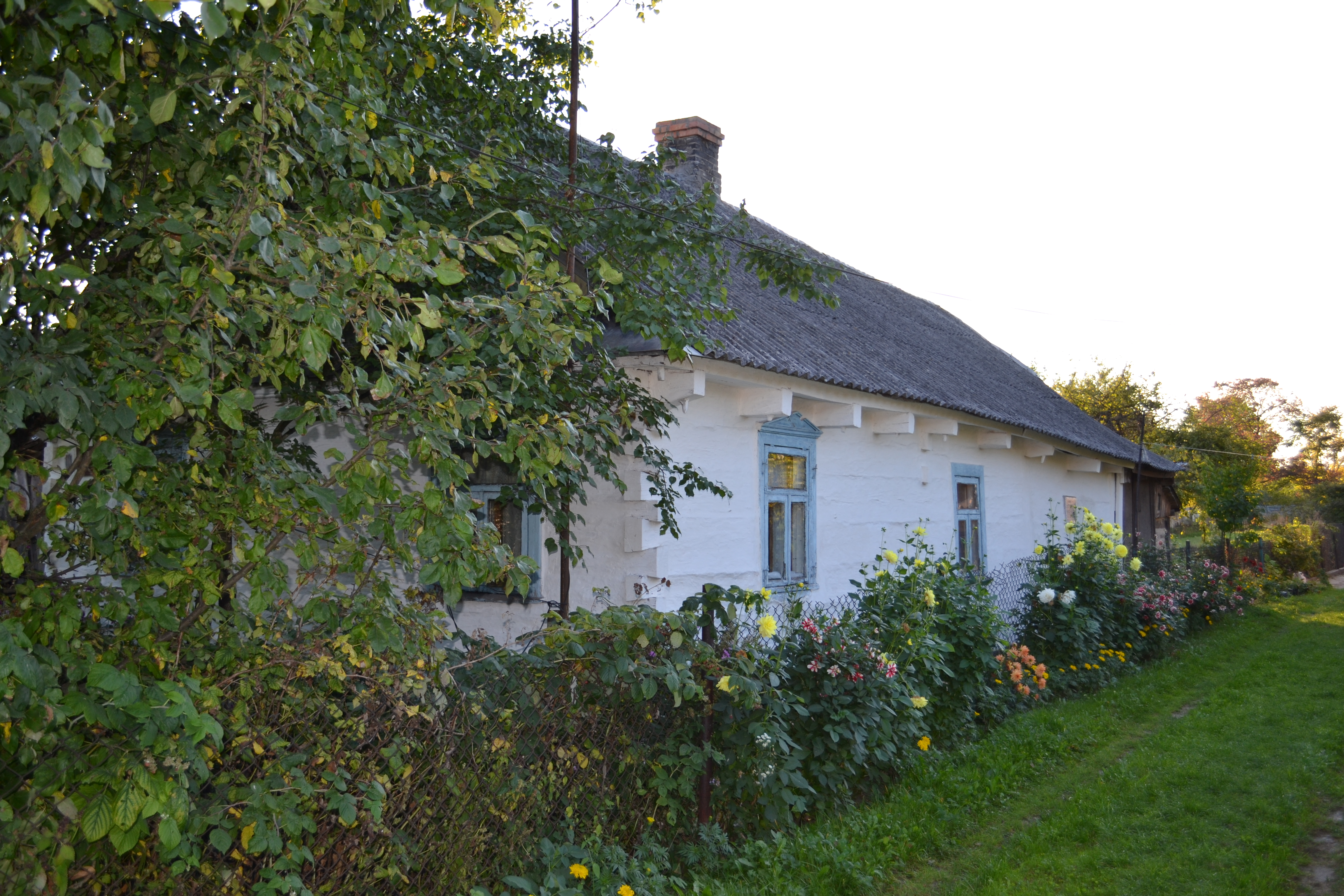
Будинок, у якому у 1898 році народилась Ужвій Наталія Михайлівна